# Francesco di Valdambrino
Francesco di Valdambrino Domenico (1363 – Siena, 1435) è stato uno scultore italiano.

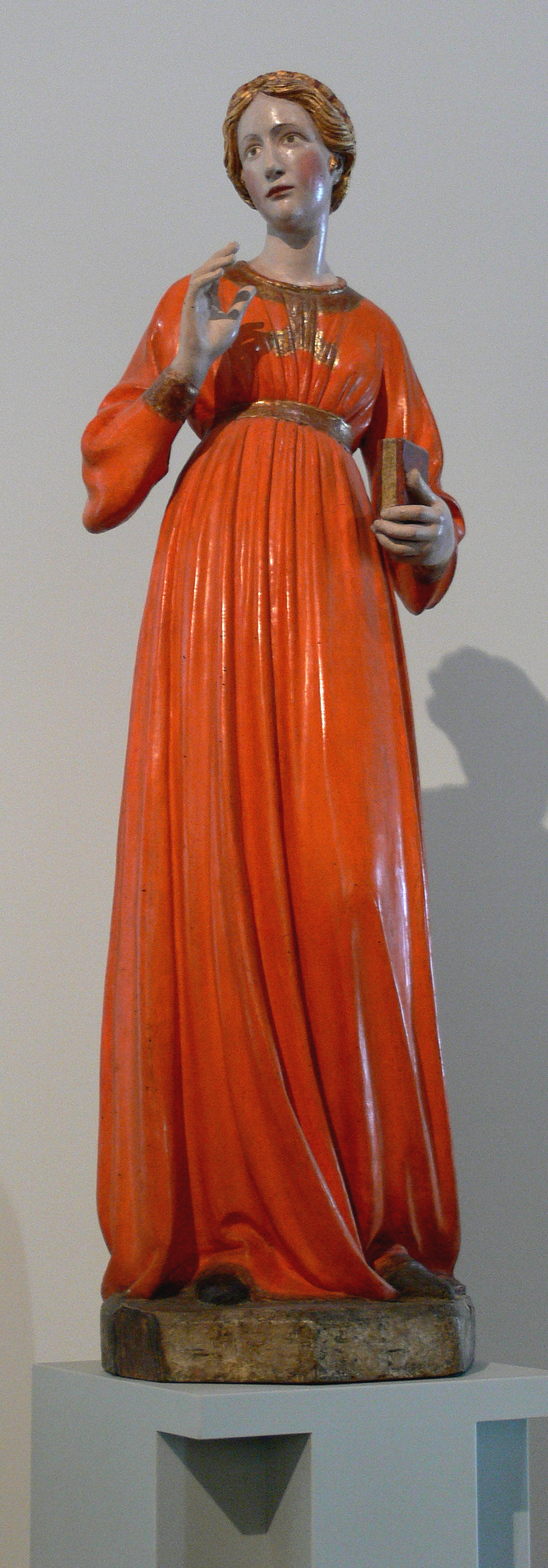
Vergine annunziata, Bode-Museum, Berlino

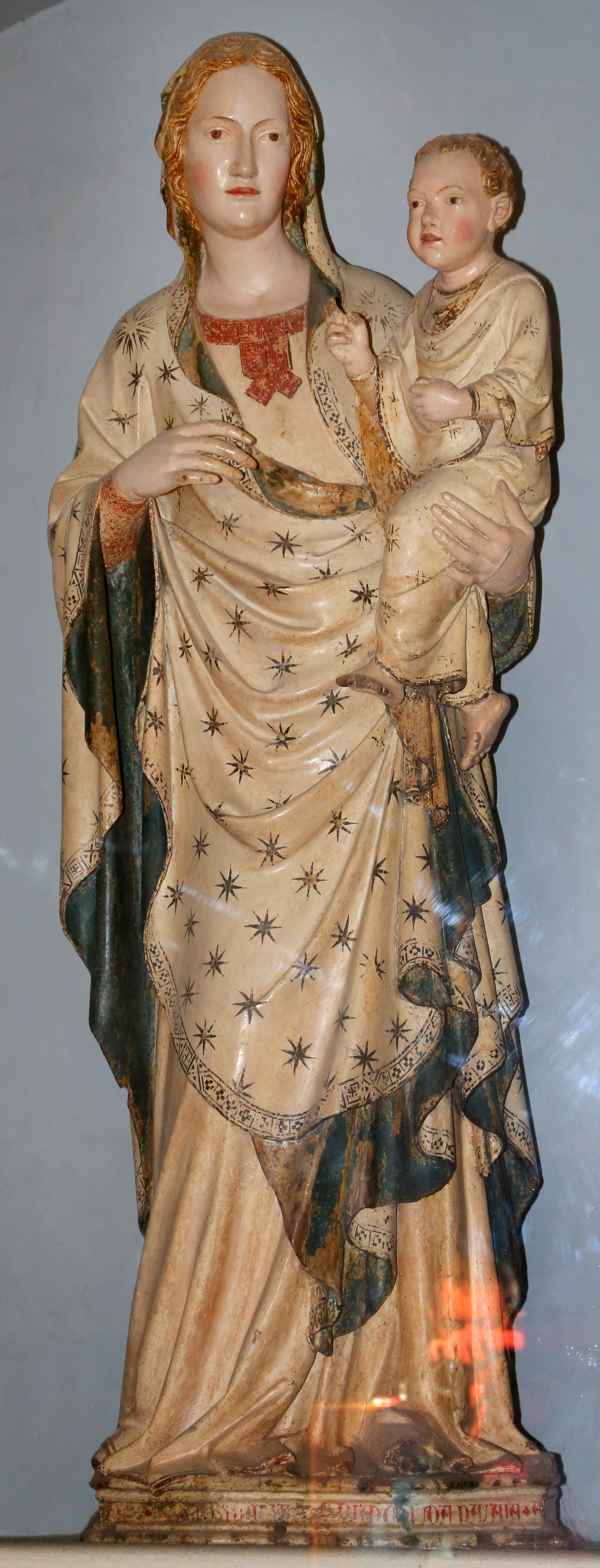
Madonna col Bambino, chiesa di Sant'Andrea, Palaia

È stato un pre-rinascimentale, in attività tra Trecento e Quattrocento, un amico e allievo di Jacopo della Quercia.

## Biografia
L'artista si formò a Siena presso lo scultore Piero d'Angelo, padre di Jacopo della Quercia. Intorno al 1395 realizzò la sua prima opera, la statua di san Savino.
A cavallo del 1400 l'artista lavorò in Toscana e ne sono la dimostrazione l’Annunciazione e la statua della Madonna con il Bambino per la chiesa di San Andrea entrambe nel pisano.
Nel 1401 partecipò con Filippo Brunelleschi, Jacopo della Quercia, Simone da Colle di Val d'Elsa, Niccolò di Piero Lamberti e Niccolò di Luca Spinelli al concorso organizzato dall'Arte di Calimala per i rilievi della seconda porta del Battistero di San Giovanni di Firenze, vinto poi da Lorenzo Ghiberti.
Dal 1408 Francesco di Valdambrino ricoprì varie cariche pubbliche a Siena, come quella di vessillifero, di gonfaloniere, consigliere del Comune, priore del Comune, revisore e castellano, mentre dal punto di vista artistico le sue opere assunsero caratteri classicheggianti abbandonando così la sua fase precedente definibile come giovanile. Questa transizione artistica è ben attestata dagli Angeli con candelabro nella chiesa di San Martino e nell'Annunciazione, entrambe a Siena.
Dal 1414 al 1420 l'artista sviluppò una seconda fase creativa, caratterizzata da una solida armonia delle forme, dalla bellezza dei drappeggi e dalla serenità del movimento. Una terza fase creativa è rintracciabile dopo il 1420 ed è rilevabile nel sant'Antonio abate a Siena e nel san Pietro in trono a Montalcino. Questa fase si distinse per un manierismo tardogotico e una plasticità delle forme.
ll suo nome è salito alla ribalta quando nel 1930 P.Bacci scoprì in un armadio dell'Opera del duomo di Siena tre busti di san Crescenzio, san Savino e san Vittore e li identificò con le statuette commissionate all'artista nel 1408.
Da quel momento varie opere gli sono state attribuite, a partire dal periodo giovanile, come abbiamo visto, che ha come punto di partenza lo stile di Jacopo della Quercia, dal quale attingerà l'amore delle figure, per arrivare alla fase più matura, caratterizzata complessivamente dalla serenità dei volti, dalla bellezza del modellato, dalla trasparenza delle superfici, che trattengono le sue opere in un mondo di bellezza astratta.

## Opere
Chiese
- Madonna dei Chierici - Cattedrale di Santa Maria Assunta a Volterra
- Angelo annunziatore e Vergine annunziata, statua in legno policromo - Duomo di Montepulciano
- Madonna col Bambino, statua in legno policromo - Chiesa di San Pietro a Radicofani
- Madonna col Bambino - Chiesa di Cerreto Alto a Borgo a Mozzano
- Sant'Antonio Abate, statua in legno, Basilica di San Domenico a Siena
- Angelo annunziatore e Vergine annunziata, statua in legno policromo - Chiesa della Madonna di Vitaletti a San Quirico d'Orcia
- Angelo annunziatore e Vergine annunziata, (prima metà del XV secolo), statua in legno policromo - Chiesa di San Giovanni Battista a Farnetella
- Vergine annunziata - Museo d'arte sacra a Asciano
- La tomba di Ilaria del Carretto, (1406), con Jacopo della Quercia - Duomo di Lucca
- Annunciata - Chiesa di San Nicola a Pisa
- Sant'Antonio Abate, legno policromo - Chiesa di Sant'Andrea a Montecarlo
- San Bartolomeo, legno policromo - Chiesa di San Lorenzo e San Bartolomeo a Pontedera
- Sant'Ansano crocifisso - Pieve di San Cassiano di Controni a Bagni di Lucca
- Sant'Ansano Martire, statua in legno policromo (1413) - Chiesa dei SS. Paolino e Donato, Lucca
- Angelo annunziatore e Vergine annunziata - Chiesa dei Santi Quirico e Giulitta a Bagni di Lucca
- San Nicola da Tolentino, (1407) - Chiesa di Santa Maria Corteorlandini a Lucca
- Madonna con Bambino, (1403), legno - Chiesa di Sant'Andrea a Palaia
- Sant'Andrea e Santa Lucia - Chiesa dei Santi Andrea e Lucia a Pescia
- Vergine - Chiesa di San Martino a Lustignano a Pomarance
- "Madonna" e "San Giovanni",  legno policromo, Chiesa di San Sebastiano e Fabiano a Collesano

Musei
- San Crescenzio, (1409), statua in legno policromo - Museo dell'opera metropolitana del duomo a Siena
- Sant'Ansano (1414) - Museo dell'Opera Metropolitana del Duomo a Siena
- San Paolino - Museo dell'Opera Metropolitana del Duomo a Siena
- Sant'Antonio Abate, legno policromo - Museo d'Arte Sacra a San Gimignano
- San Pietro, (1425) - Museo a Montalcino
- Gesù Bambino benedicente - collezioni del Monte dei Paschi di Siena
- Annunciazione,  San Francesco e Vergine Annunziata - Museo Nazionale di San Matteo a Pisa
- Santo Stefano, (1409), legno policromo, Museo della Collegiata di Sant'Andrea a Empoli
- Crocifisso (1400-1410), dipinto legno salice - Istituto d'arte a Detroit
- Numerosi busti e statue di santi in piedi - Institute d'Arte Courtauld a Londra
- Madonna con il Bambino, statua in legno policromo [Ambito di Francesco di Valdambrino] (sec. XV) - Palazzo Loredan Cini a Venezia